# 母衣町 (金沢市)
母衣町（ほろまち）は、石川県金沢市の地名。

## 歴史

### 由来
藩政初期に母衣衆と称する武士の邸地が存在したことに由来する。

### 町名の廃止と復活
戦国時代から続く「母衣町」は、1965年および1970年に住居表示制度により彦三町一丁目、尾張町に分割されて一度消滅する。

## 施設
- 彦三緑地

### バス
- 金沢ふらっとバス此花ルート　彦三緑地バス停